# Rainfroi
Rainfroi ou Ragenfred ( ? - 731) fut chef militaire et politique franc, qui fut maire du palais de Neustrie sous Dagobert III et Chilpéric II.
Devenu maire du palais après une révolte contre son prédécesseur Théodebald, il affronta les forces d’Austrasie pour le contrôle des royaumes francs. Après quelques succès, il fut finalement vaincu par Charles Martel, maire du palais d’Austrasie.

## Biographie

### Origines
Les origines de Rainfroi sont floues. On ne sait ni sa date de naissance, ni son lieu de naissance. Selon certaines sources, le centre de son pouvoir avant de devenir Maire du palais de Neustrie aurait été la région du Véxin. Au moment de la révolte des nobles de Neustrie en 715, Rainfroi était l’un des grands seigneurs du royaume à s’opposer à la domination des Pépinides sur la Neustrie, bien que son rôle dans la révolte, s’il a joué un rôle, est inconnu.

### Succession de Pépin de Herstal

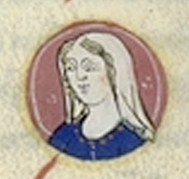
Plectrude, femme de Pépin de Herstal

Depuis 676, Pépin de Herstal était maître de tous les royaumes francs et de facto roi, les rois mérovingiens étant sans réel pouvoir. Cependant, la mort de ses fils Drogon (en 707) et Grimoald II (en 714) ruinent ses plans de successions. Pépin cherchait alors à passer la charge de Maire du palais à un membre de sa famille. Pépin est convaincu par sa femme Plectrude de déshériter son fils illégitime, Charles Martel, en faveur du fils de Grimoald II, Théodebald. Pépin meurt peu de temps après, laissant les royaumes francs entre les mains de Théodebald.
L’actuel roi des Francs, Dagobert III, avait été mis sur le trône en 711 par Pépin. Cependant, il n’a aucun réel pouvoir, le Maire du palais étant le vrai maître des royaumes. Or, Théodebald n’a que 6 ans à la mort de Pépin et nécessite donc une régence pour l’aider à gouverner jusqu’à ce qu’il soit en âge de le faire lui-même. Sa grand-mère Plectrude prend donc la direction du gouvernement et de la régence. Charles Martel, le seul fils adulte de Pépin encore vivant, est cependant né d’une union hors du mariage et n’est pas relié à Plectrude. Charles est éloigné du pouvoir par sa belle-mère, et Plectrude finit par le faire emprisonner. Elle prend ensuite Cologne comme capitale, d’où elle règne pour son petit-fils.

### Maire du palais de Neustrie

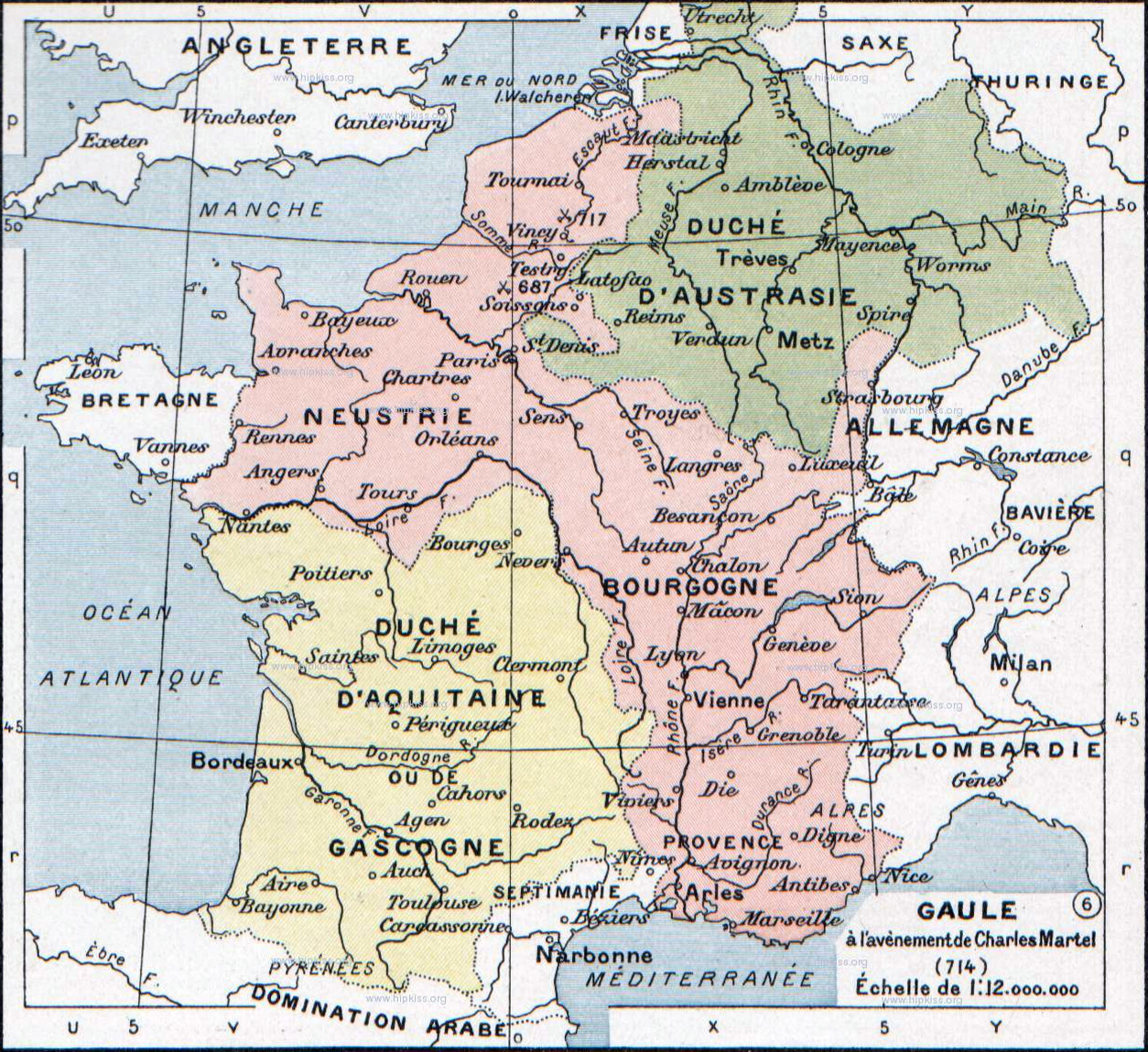
Carte du royaume franc en 715 après la révolte des seigneurs neustriens.

La noblesse de Neustrie s’offusquait du fait d’être dirigée par un enfant et une femme. De plus, ils sont frustrés que le Maire du palais de Neustrie soit un Austrasien. Cela allait à l’encontre de l’ancienne tradition voulant que le Maire du palais d’un royaume soit né dans ce même royaume. Cette insatisfaction se transforma rapidement en colère, et en 715 les grands nobles de Neustrie expulsèrent Théodebald et sa grand-mère Plectrude. Une bataille eut lieu dans la forêt de Cuise, où les rebelles neustriens repoussent Théodebald. Bien que le Maire du palais réussisse à s’enfuir, le roi Dagobert III est fait prisonnier par les rebelles. Après cette révolte, ils élèvent Rainfroi, l’un des leurs, comme nouveau Maire du palais de Neustrie. Théodebald et Plectrude se retrouvent rapidement avec un contrôle se limitant seulement à l’Austrasie, le reste des territoires francs joignant la Neustrie de Rainfroi.
Dagobert III, le roi des Francs, meurt peu de temps après que Rainfroi soit devenu Maire du palais de Neustrie. Prenant l’initiative sur Théodebald et la cour d’Austrasie, Rainfroi élève un nouveau roi mérovingien en Neustrie. Il va sortir le moine Daniel de son monastère. Supposément le fils du roi Childebert III, Daniel est fait Roi de Neustrie et des Burgondes. Il prend alors le nom de Chilpéric II. Contrairement aux précédents rois mérovingiens, qui n’étaient que les pantins des Maires du palais, Chilpéric II se révéla un roi actif qui participa aux batailles et prit des décisions politiques. À partir de son ascension, les actions de Chilpéric II et de Rainfroi sont presque indissociables, les deux hommes travaillant ensemble pour accomplir leurs objectifs.

### Guerre civile des Francs (715-719)

#### Guerre contre Théodebald et Plectrude
Plectrude, et par association son petit-fils Théodebald, refusa de reconnaître Chilpéric II comme roi des Francs, car il a été élevé par Rainfroi et non pas par la cour d’Austrasie. En réponse à ce refus, Chilpéric II et Rainfroi prennent la tête d’une armée et traversent la frontière pour entrer en Austrasie. Les armées de Neustrie et d’Austrasie s’affrontent à la bataille de Compiègne, qui se termine par une victoire de Rainfroi. Théodebald, qui était présent lors de la bataille, fuit avec ses troupes et va se réfugier à Cologne, sa capitale. Dans sa fuite, Théodebald et ses troupes laissèrent plusieurs trésors des Pépinides derrière eux, trésors dont Rainfroi et Chilpéric II prirent rapidement possession.
Après la bataille de Compiègne, Rainfroi et Chilpéric II entrèrent en contact avec le roi Radbod des Frisons, qui avait commencé sa propre invasion de l’Austrasie. Radbod avait décidé de profiter des conflits internes des Francs pour s’attaquer à eux. Ils réussirent à former une alliance avec le roi des Frisons, et en 716 les deux armées participèrent côte à côte au siège de Cologne. Avant d’assiéger la ville, ils doivent d’abord faire face aux troupes de Charles Martel, qui avait réussi à échapper à sa captivité et qui avait rassemblé des partisans pour soutenir son droit à la succession de Pépin de Herstal contre Plectrude et Théodebald. Charles n’était pas préparé à affronter les armées combinées des Neustriens et des Frisons. Charles perd la bataille de Cologne et est forcé de battre en retraite. Il s’agit là de la seule défaite que Charles Martel subira au cours de sa vie.
Après la défaite de Charles Martel, Rainfroi et Chilpéric II assiègent la ville de Cologne, où se trouvent Plectrude et Théodebald. Le siège qui suit est court et se termine par la capitulation de Cologne face aux Neustriens. Plectrude donne une grande partie du trésor des Pépinides à Rainfroi et Chilpéric II en échange de la levée du siège. De plus, elle reconnaît l’ascension au trône de Chilpéric II et accepte de le reconnaître comme le nouveau roi d’Austrasie. Satisfaits de leur victoire, Rainfroi et son roi retournent triomphants en direction de la Neustrie. La fin du siège de Cologne marque le sommet de la puissance de Rainfroi et de Chilpéric II, qui sont alors les hommes les plus puissants de tous les royaumes francs.

#### Guerre contre Charles Martel

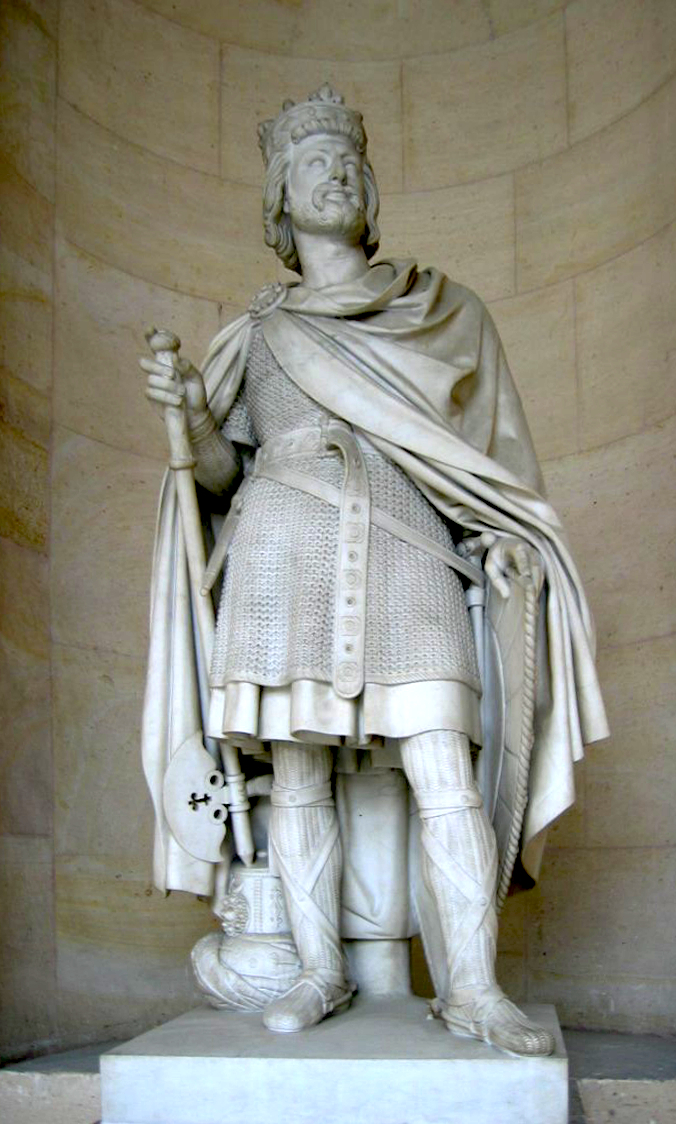
Sculpture de Charles Martel au Palais de Versailles (XIXe siècle).

Alors que les armées de Neustrie rentrent victorieuses dans leur royaume, Rainfroi et Chilpéric II sont pris en embuscade par les troupes de Charles Martel au pied de l'Amblève. Les troupes de Neustrie prennent rapidement une position défensive pour contrer l’attaque des troupes de Charles. Lorsque Charles ordonne une retraite, Rainfroi ordonne à ses hommes de le poursuivre, abandonnant leur position défensive. Il s’agissait cependant d’une fausse retraite, les troupes de Neustrie tombant dans le piège de Charles Martel. Les Neustriens subirent des pertes substantielles lors de la bataille de l’Amblève. Vaincu, Rainfroi est forcé de battre en retraite avec ce qu’il lui reste de troupes et de retourner en Neustrie.
Au lieu de poursuivre Rainfroi et Chilpéric II, Charles Martel prit le reste de l’année pour rassembler plus de troupes pour son armée. Au printemps 717, Charles et ses troupes se mettent à piller les territoires neustriens sur la frontière. Rainfroi et Chilpéric II sont alors forcés de l’affronter pour protéger la Neustrie. Charles Martel à l’avantage de pouvoir choisir le terrain de la bataille, choisissant Vinchy. Avant le début de la bataille, Charles envoie une lettre à Rainfroi et à Chilpéric II. Il dit être prêt à discuter paix à la condition qu’il devienne Maire du Palais de Neustrie et que Chilpéric II lui laisse le contrôle du gouvernement. Chilpéric II refuse, le roi et son Maire du palais voulant débarrasser la Francie de l’influence des Pépinides. Les deux armées s’affrontèrent lors du dimanche de la Passion, le 4 avril 717. Rainfroi et Chilpéric II furent cependant vaincus lors de la bataille de Vinchy, qui fut une défaite lourde en pertes pour le roi et son Maire du palais. Ils tentent alors de fuir jusqu’à Paris et Charles Martel décide alors de partir à leur poursuite.
Après la bataille de Vinchy, Charles s’impose peu à peu comme le maître des royaumes francs. Les nobles d’Austrasie décident de se rallier à Charles à la suite de ses victoires, et rapidement Plectrude et Théodebald sont écartés du pouvoir en faveur de Charles Martel, qui devient le seul maître de l’Austrasie. Plectrude fut forcée de reconnaître la domination de Charles sur le royaume et donna à ce dernier les richesses de Pépin. Charles se sentant assez puissant pour couronner son propre roi mérovingien, il élève le jeune Clotaire IV comme roi en concurrence à Chilpéric II. Mais contrairement à Chilpéric, Clotaire IV n’est qu’un pantin entre les mains de Charles, qui est le véritable dirigeant du royaume.
Le conflit entre Rainfroi et Charles Martel continue pour le reste de l'année, les deux hommes s’affrontant lors de petites escarmouches. Avec le temps, les seigneurs francs abandonnent peu à peu Rainfroi et Chilpéric II en faveur de Charles Martel.
En 718, Rainfroi et Chilpéric II réussissent à négocier une alliance avec le Duc Eudes d’Aquitaine. L’Aquitaine était alors un duché de facto indépendant du reste des royaumes francs, et Eudes était l’un des plus puissants seigneurs francs de l'époque. Les armées de Neustrie et d’Aquitaine se joignirent dans le but de combattre Charles Martel. Mais Charles est déjà au courant de leur plan et peut se préparer à leur arrivée. Les deux camps s’affrontent à la bataille de Névy, en 719. Charles a l’avantage d’avoir une armée mieux entraînée, composée de vétérans et de soldats loyaux à sa cause. Cet avantage lui permit de prendre l’ascendant sur Rainfroi, Chilpéric II et Eudes d’Aquitaine. Finalement, Charles réussit à nouveau à vaincre ses ennemis et à les pousser à fuir.
La bataille de Névy marqua le dernier affrontement entre les forces de Rainfroi et ses alliés face aux armées de Charles Martel. Avec cette victoire, Charles s'assura le contrôle du domaine franc. Durant leur retraite, Chilpéric II et Rainfroi prirent des destinations différentes. Chilpéric II fuit avec Eudes et trouva refuge en Aquitaine. Cependant, Eudes finit par livrer Chilpéric II à Charles Martel, espérant gagner les bonnes grâces du Maire du palais. Rainfroi, quant à lui, se réfugia à Angers. Charles étant maintenant en possession de Chilpéric II, rien ne pouvait plus opposer son contrôle sur les royaumes francs.

### Après la guerre civile
Bien que la capture de Chilpéric II par Charles Martel marqua effectivement la fin de la guerre civile des Francs, Rainfroi tint Angers jusqu’en 720, quand il choisit de se rendre en échange de la vie sauve. Charles qui a reconnu Chilpéric II comme roi des Francs dès 719, fut magnanime envers Rainfroi et lui laissa la vie.
Rainfroi vécut le reste de sa vie dans le calme et l’obscurité. Il finit par mourir en 731 de cause inconnue.

### Dans la culture populaire
Dans la série de bande dessinée Ultimex, un combattant squelettique du nom de Ragenfred, revendiquant avoir servi dans l'armée du roi Clodomir, apparaît dans l'épisode Ultimex en Enfer.